# Wielka gonitwa
Wielka gonitwa – amerykański film familijny z 1978 roku na podstawie powieści National Velvet Enid Bagnold. Kontynuacja Wielkiej nagrody (National Velvet) z 1944 roku z Elizabeth Taylor. 

## Główne role
- Tatum O’Neal – Sarah Brown
- Christopher Plummer – John Seaton
- Anthony Hopkins – Kapitan Johnson
- Nanette Newman – Velvet Brown
- Peter Barkworth – Pilot
- Dinsdale Landen – Pan Curtis
- Sarah Bullen – Beth
- Jeffrey Byron – Scott Saunders
- Richard Warwick – Tim
- Daniel Abineri – Wilson
- Jason White – Roger
- Martin Neil – Mike
- Douglas Reith – Howard

## Fabuła
Sarah Brown jest amerykańską dziewczyną, której rodzice zginęli w wypadku samochodowym. Trafia do Anglii, gdzie wychowuje ją ciotka Velvet Brown i wuj John. Gdy Velvet była w wieku Sary, ona i jej koń, Pie uczestniczyli w legendarnej Wielkiej Gonitwie i wygrała ją; aczkolwiek została zdyskwalifikowana ze względu na swój wiek i fakt, że kobiety nie mogły uczestniczyć w tym wyścigu. Pie ostatecznie został koniem rozpłodowym. Sarah i Velvet obserwują narodziny źrebaka. Sarah kupuje konia od ciotki i nazywa go Arizona Pie. Sarah pokazuje swój talent i zostaje juniorem brytyjskiej drużyny olimpijskiej.